# Îles du Gandoul

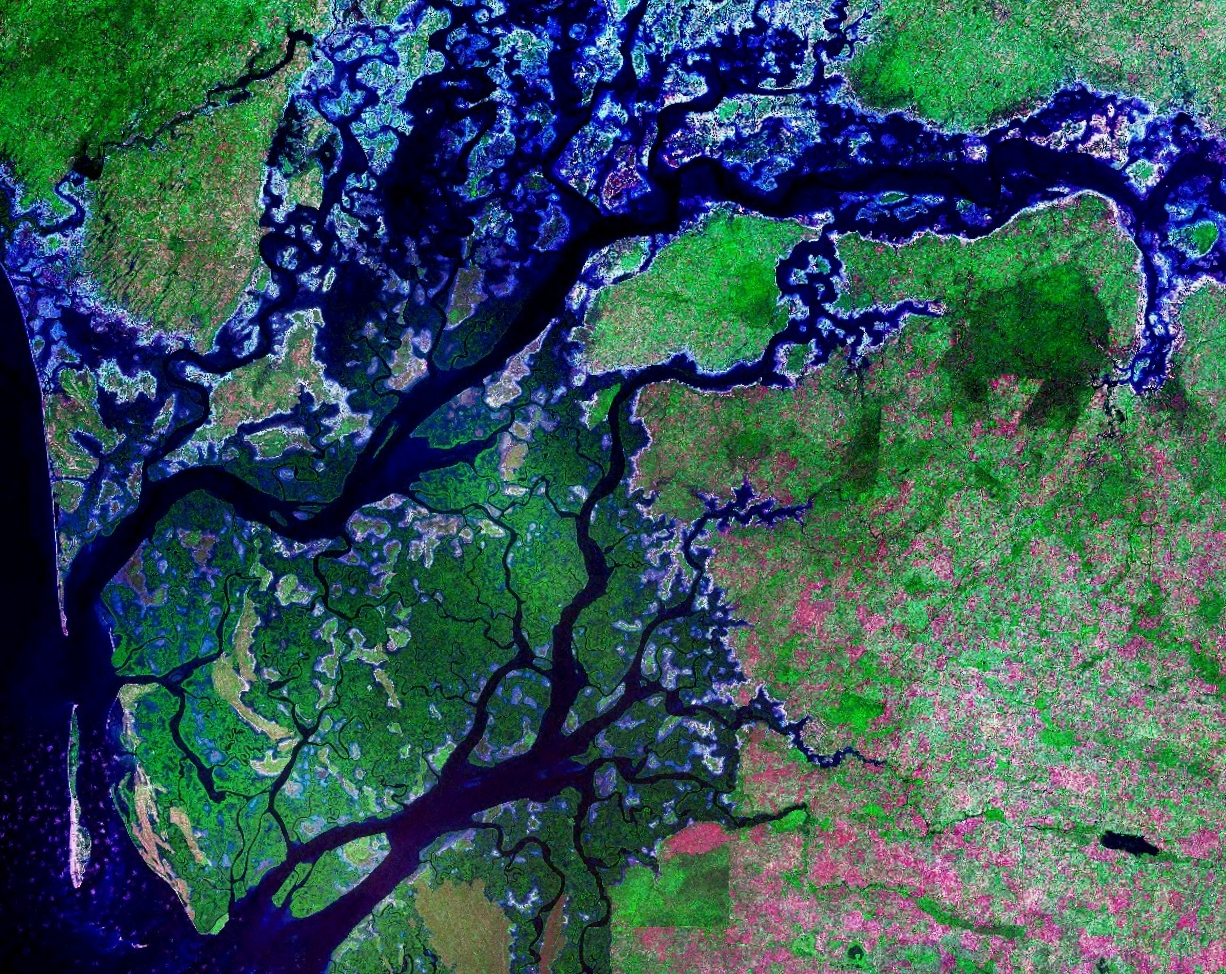
Die Îles du Gandoul im linken unteren Quadranten des Satellitenfotos

Die Îles du Gandoul, auch bekannt als Îles du Saloum sind eine bewohnte Inselgruppe an der Atlantikküste Senegals. Die Inseln bilden einen wesentlichen Bestandteil des UNESCO-Welterbes Saloum-Delta und liegen zwischen dem Hauptfahrwasser des Saloum im Norden und seinem südlichen Mündungsarm Diombos im Bereich der Gezeitenströmung und des Tidenhubs. Zwischen beiden Flüssen gibt es ein Geflecht von mangrovengesäumten Bolongs als Querverbindungen, die die einzelnen Inseln des Archipels voneinander trennen, wie etwa den Bôlon de Diogane.

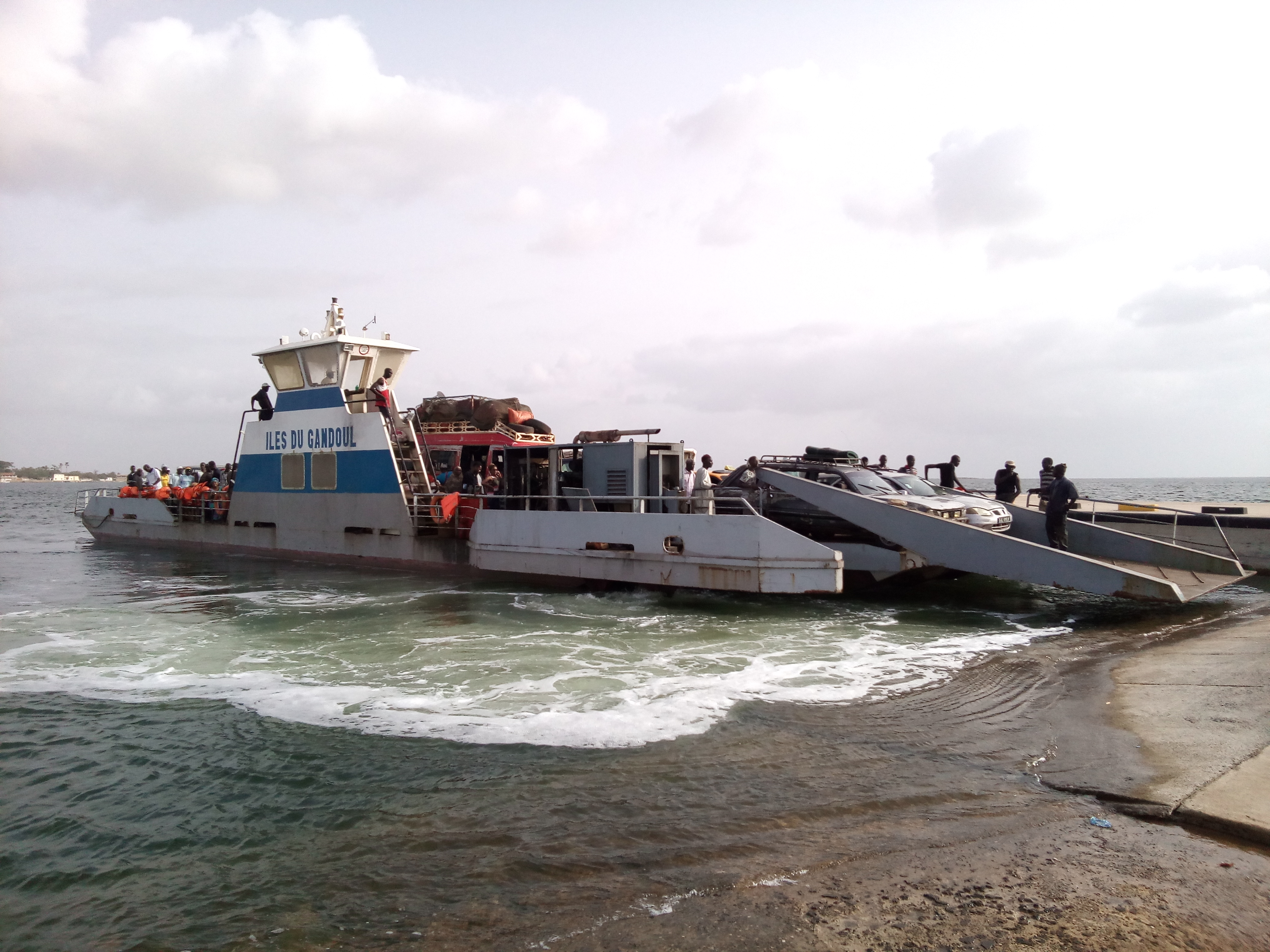
Die Fähre Îles du Gandoul auf dem Saloum zwischen Foundiougne und Ndakhonga

Die Inselgruppe erstreckt sich unter Einschluss der sie gliedernden Wasserflächen über rund 450 km². Administrativ ist die Inselgruppe ungefähr deckungsgleich mit den Landgemeinden Bassoul, Dionewar und Djirnda, die im Arrondissement de Niodior des Départements Foundiougne in der Region Fatick zusammengefasst sind. Das Arrondissement hatte im Jahr 2013 28.870 Einwohner.
Auf den Inseln liegen viele Dörfer. Die wichtigsten sind: Bassoul, Dionewar, Niodior (Präfektur des Arrondissements), Djirnda, Thialane, Moundé, Bassar, Diogane, Ndioure, Siwo, Falia, Baout, Fambine, Fayako, Felir, Ngadior, Rofangué, Vélingara.
Namhafte Inseln dieser Inselgruppe sind etwa Île de Guior, Île de Guissanor, Île de Oudioubala oder Île de Mbill.
Die Autofähre, die bis zum  Bau der Brücke 2022 als Bac de Foundiougne bei Foundiougne über den Saloum pendelte, trug den Namen Îles du Gandoul.